# Jean Berney
Jean Berney (* 21. Februar 1928 im Kanton Waadt; † 24. Juli 2015) war ein Schweizer Neurochirurg.
Berney studierte Medizin in Lausanne. Es folgten Weiterbildungen in Neurologie bei Raymond Garcin, Paris, in Kinderneurochirurgie bei Kenneth Till, London, sowie ein Jahr Neurochirurgie bei Hugo Krayenbühl, Zürich.
Ab 1963 spezialisierte er sich in Kinderneurochirurgie am Hôpital cantonal Genève. Nach seiner Habilitation für Neurochirurgie (1969) erhielt er 1970 an der Universität Genf zunächst eine Assistenzprofessur, bevor er zum Extraordinarius Neurotraumatologie Genève berufen wurde. 1984 wurde dort die Subspezialisierung Kinderneurochirurgie offiziell eingeführt.
1986 wurde er ordentlicher Professor für Neurochirurgie und leitete 1986–1993 die Neurochirurgie an den HUG.